# Danger Days: The True Lives of the Fabulous Killjoys
Danger Days: The True Lives of the Fabulous Killjoys je čtvrté studiové album americké alternativní rockové hudební skupiny My Chemical Romance. Album produkoval Rob Cavallo. Album bylo vydáno v USA Reprise Records dne 22. listopadu 2010.

## Vznik
Nápad na tuto duhovou kreaci vznikl v hlavě frontmana kapely Gerarda Waye. Když byly My Chemical Romance začínající kapela a cestovali v dodávce vnímali svět takto jako na této desce. Když se měla deska začít připravovat, tak Gerard žil komiksy a uvědomil si, že to co chce sdělit, má hodně společného s tím, co je v komiksech.
Danger Days (Nebezpečné Dny) je vlastně proces, kterým si jako kapela procházejí pokaždé, když točí novou desku. Hodně riskují a někdy si sahají až na úplné dno.
Původně album nemělo mít žádnou koncepční promyšlenou stylizaci, vizuálnost atd. Ale to se v průběhu příprav změnilo na úplný opak.
Nakonec desku spojuje koncept vysílání postapokalyptického rádia.
Album je založeno na životech "Fabulous Killjoys", v Kalifornii v roce 2019. Skupina čtyř Killjoys: "Party Poison" ( Gerard Way ), "Jet-Star" ( Ray Toro ), "Fun Ghoul" ( Frank Iero ), a "Kobra Kid" ( Mikey Way ). Killjoys jsou skupina psanců, kteří bojují proti zlu korporace Better Living Industries (BL / ind.) a jeho vůdci Korsemu (Grant Morrison). Jejich průvodce je pirátská rozhlasová stanice s DJ Dr. Death Defying (Steve Montano) také známý pod pseudonymem "Steve, Righ?", když účinkoval s Mindless Self Indulgence.
Ve dvou (zatím natočených) hudebních videích hraje hlavní roli Holčička (nadcházející herečka Grace Jeanette). '"Na Na Na" ukazuje každodenní život Killjoys, dokud je Korse porazí, a zajme Grace, a "Sing" ukazuje na záchrannou misi Grace, ale toto poslání vidí hlídačí (BL / ind.) kteří Killjoys nakonec zabijí, Killjoys jsou sice mrtví, ale Greace nakonec zachrání Dr. Death Defying a jeho ostatními spojenci.
| Skladba                                     | Trvající čas | Napsali                           |
| ------------------------------------------- | ------------ | --------------------------------- |
| "Look Alive, Sunshine"                      | 0:29         | Iero, Toro, G. Way, M. Way        |
| "Na Na Na (Na Na Na Na Na Na Na Na Na)"     | 3:25         | Bryar, Iero, Toro, G. Way, M. Way |
| "Bulletproof Heart"                         | 4:55         | Bryar, Iero, Toro, G. Way, M. Way |
| "SING"                                      | 4:29         | Iero, Toro, G. Way, M. Way        |
| "Planetary (GO!)"                           | 4:06         | Iero, Toro, G. Way, M. Way        |
| "The Only Hope for Me Is You"               | 4:32         | Bryar, Iero, Toro, G. Way, M. Way |
| "Jet-Star and the Kobra Kid/Traffic Report" | 0:26         | Iero, Toro, G. Way, M. Way        |
| "Party Poison"                              | 3:35         | Bryar, Iero, Toro, G. Way, M. Way |
| "Save Yourself, I'll Hold Them Back"        | 3:49         | Bryar, Iero, Toro, G. Way, M. Way |
| "S/C/A/R/E/C/R/O/W"                         | 4:27         | Iero, Toro, G. Way, M. Way        |
| "Summertime"                                | 4:06         | Iero, Toro, G. Way, M. Way        |
| "DESTROYA"                                  | 4:32         | Iero, Toro, G. Way, M. Way        |
| "The Kids from Yesterday"                   | 5:24         | Iero, Toro, G. Way, M. Way        |
| "Goodnite, Dr. Death"                       | 1:58         | Iero, Toro, G. Way, M. Way        |
| "Vampire Money"                             | 3:37         | Iero, Toro, G. Way, M. Way        |